# Willem Vaarzon Morel
Wilhelm Ferdinand Abraham Isaac (Willem) Vaarzon Morel (Zutphen, 9 augustus 1868 – Koudekerke, 25 januari 1955) was een Nederlands kunstschilder, illustrator, aquarellist, pastellist, graficus, tekenaar, etser, lithograaf en ontwerper van affiches en boekbanden.

## Biografie
Hij was afkomstig uit een kunstzinnige familie, geboren in Zutphen en opgegroeid in Haarlem, waar hij de School voor Kunstnijverheid bezocht, daarna ging hij naar de Rijksnormaalschool voor Kunstnijverheid en de Rijksacademie voor Beeldende Kunsten in Amsterdam. Na de academie maakte Vaarzon Morel studiereizen naar Parijs, Italië, Engeland, Oostenrijk en Zwitserland. Daarna werkte hij in Arnhem en Oosterbeek.
Vaarzon Morel ontwikkelde zich in Veere, waar hij zich in 1910 vestigde tot een veelzijdig schilder. Hij bracht de zomers ook door in Domburg. Hier werd hij onderdeel van een groep vooruitstrevende kunstenaars, zodat het dorp in de zomermaanden een ware kunstenaarskolonie werd. Naast Vaarzon Morel behoorden onder andere Jan Toorop, Piet Mondriaan, Jacoba van Heemskerck en Lodewijk Schelfhout tot de vaste gasten.
Naast zijn vrije werk illustreerde hij ook romans. Bekend werden zijn illustraties voor de derde druk (1904) van Majesteit van Louis Couperus. In 1916 verscheen nog een goedkope herdruk met Vaarzon Morels tekeningen. Majesteit was een van de weinige boeken van Couperus die geïllustreerd verschenen. Het werd een van zijn populairste en bestverkochte boeken.
Hij was twee jaar pensionair van Koningin Wilhelmina, en verkreeg de tweede prijs (in 1891) uit het Willink van Collenfonds. Hij was lid van Arti et Amicitiae in Amsterdam.
W.F.A.I. Vaarzon Morel is de vader van de schilder Willem Vaarzon Morel (1901-1982) en de grootvader van de bekende paardenschilder Wim Vaarzon Morel jr. (1931), die in 1960 een Prix de Rome, de zilveren onderscheiding in de categorie grafiek, ontving en overgrootvader van flamencogitarist Eric Vaarzon Morel (1961). De schildersfamilie uit Veere exposeerde bij leven een keer tezamen tijdens de Algemene Zeeuwse Tentoonstelling van de beeldende kunst in Middelburg.

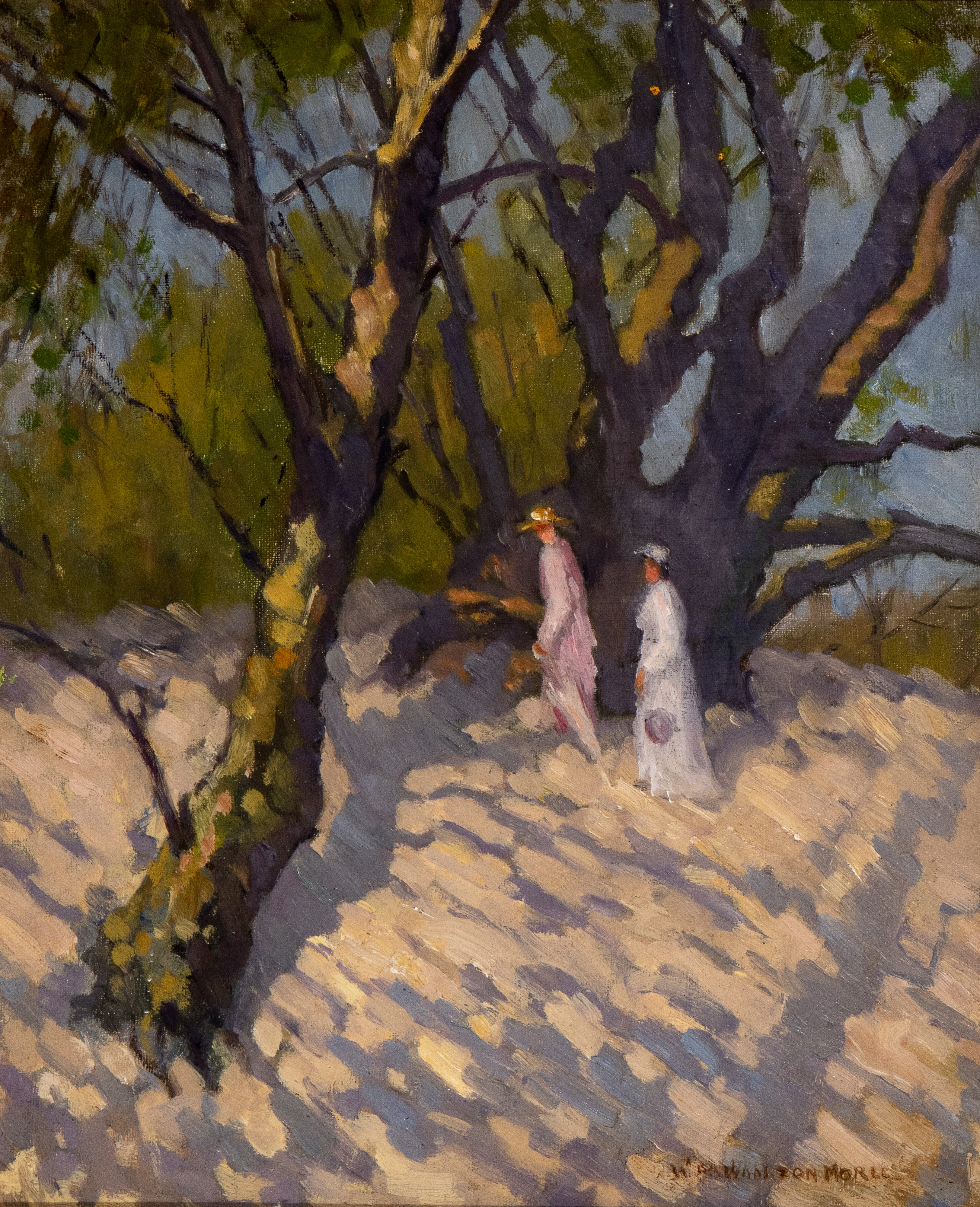
Wandeling in het bos

## Werk
Vaarzon Morel schildert vaak mondaine badgasten, flanerend op het strand, op de kermis of in een van de uitspanningen in Veere of Domburg. Opvallend vaak in intense, flonkerende kleuren. Hij vangt het licht in snelle, lichte toetsen en roept daarmee op perfecte wijze de sfeer van een lome, warme zomerdag, zoals op het schilderij Wandeling in het bos (circa 1900).

## Trivia
Gerrit van Blaaderen (1873-1935) was een leerling van hem.